# Magnetyczne sortowanie komórek
Magnetyczne sortowanie komórek, MACS (od ang. magnetic-activated cell sorting) − metoda stosowana do izolowania populacji komórek (na przykład z krwi). W metodzie tej stosuje się kulki magnetyczne powleczone przeciwciałami monoklonalnymi skierowanymi swoiście przeciwko antygenom charakterystycznym dla szukanych komórek.
Metody rozdziału badanych komórek:
- selekcja pozytywna – po związaniu się antygenów badanych komórek z przeciwciałami monoklonalnymi przyczepionymi do kulek magnetycznych przykłada się do kolumny magnes, co powoduje, że szukane komórki zostają w kolumnie, a reszta jest wypłukiwana
- selekcja negatywna – komórki szukane są wypłukiwane jako pierwsze, natomiast niepożądane pozostają w kolumnie.